# Mads Bech Sørensen
Mads Bech Sørensen, né le 7 janvier 1999 à Horsens au Danemark, est un footballeur danois qui évolue au poste de défenseur central au FC Midtjylland.

## Biographie

### AC Horsens
Né à Horsens au Danemark, Mads Bech Sørensen est formé par le club de sa ville natale, l'AC Horsens. C'est avec ce club qu'il joue son premier match en professionnel alors que son équipe évolue en deuxième division danoise, le 3 mai 2015, lors d'une rencontre de championnat face au HB Køge. Il est titularisé au poste d'arrière gauche et les deux équipes se séparent sur un score nul (1-1). Avec cette apparition, il entre dans l'histoire du club en devenant à 16 ans, trois mois et 26 jours, le plus jeune joueur à jouer pour l'équipe première de l'AC Horsens. Le 28 mai 2016, il prolonge son contrat de trois ans.
L'AC Horsens est par la suite promu en première division, et il découvre alors la Superligaen.

### Brentford FC
Le 1er août 2017, Mads Bech Sørensen s'engage en faveur du club anglais du Brentford FC, où il vient dans un premier temps pour renforcer l'équipe B.
Il joue son premier match en équipe première, lors d'une rencontre de coupe de la Ligue anglaise, le 14 août 2018, face à Southend United. Il est titularisé mais sort blessé et remplacé par Chris Mepham lors de cette rencontre remportée par son équipe sur le score de quatre buts à deux. Intégré à l'équipe première lors de l'été 2018, il est toutefois blessé au genou et absent pendant deux mois et demi, et ne fait son retour à la compétition qu'à la fin décembre 2018 avec l'équipe réserve.
En 2019, il est touché au ligament collatéral tibial, ce qui le tient éloigné des terrains pendant plusieurs mois.
Le 9 janvier 2020, il est prêté jusqu'à la fin de la saison à l'AFC Wimbledon.

### OGC Nice
Le 1er septembre 2022, Mads Bech Sørensen rejoint l'OGC Nice sous la forme d'un prêt d'une saison avec option d'achat.
N'étant pas le premier choix dans le recrutement niçois, il n'entre pas dans les plans de son entraîneur, Lucien Favre. Le technicien suisse n'étant pas à l'origine de sa venue, il n'offre aucune minute de jeu au défenseur danois, qui rentre à Brentford dès le mois de janvier 2023 sans avoir fait la moindre apparition avec le maillot des Aiglons.

### FC Groningue
Le 19 janvier 2023, Mads Bech Sørensen est de nouveau prêté, cette fois au FC Groningue jusqu'à la fin de la saison.

### FC Midtjylland
Le 1er septembre 2023, Mads Bech Sørensen fait son retour au Danemark en s'engageant en faveur du FC Midtjylland. Il signe un contrat courant jusqu'en juin 2027.
Bech Sørensen inscrit son premier but pour Midtjylland le 1er mars 2024, lors d'une rencontre de championnat face au FC Copenhague. Titulaire, il ouvre le score de la tête sur un service d'Oliver Sørensen, et participe ainsi à la victoire de son équipe par deux buts à zéro.

### En sélection
A de nombreuses reprises, il officie comme capitaine de la sélection des moins de 19 ans. Il délivre une passe décisive contre la Croatie en novembre 2017, lors des éliminatoires du championnat d'Europe des moins de 19 ans 2018.
Le 10 octobre 2019, il joue son premier match avec les espoirs, contre l'Irlande du Nord. Ce match gagné 2-1 rentre dans le cadre des éliminatoires de l'Euro espoirs 2021.